# Тютиков, Семён Сергеевич
Семён Сергеевич Тютиков (1806—1872) — генерал-майор, картограф, начальник топографической съёмки Царства Польского.

## Биография
Происходил из солдатских детей, родился в 1806 году. В военную службу вступил из кантонистов Херсонской губернии 1 июля 1820 года.
В 1822 году прикомандирован в военным топографическим партиям, находящимся на съёмках в Подольской губернии, 28 мая 1823 года зачислен в Корпус топографов. В 1826—1827 годах был на съёмках в Киевской губернии.
26 апреля 1828 года Тютиков был командирован в действующую против турок армию и занимался съёмками и рекогносцировками в Молдавии и Валахии. 5 апреля 1829 года за отличие по службе был произведён в прапорщики по армейской пехоте, однако оставался на съёмках в Молдавии, Валахии и Восточной Румелии по 30 августа 1830 года, после чего был назначен в один из егерских полков для изучения строевой службы.
16 февраля 1831 года из пехоты вновь переведён в топографы и состоял в Санкт-Петербурге при Военно-топографическом депо. 22 апреля 1834 года произведён в подпоручики. 30 марта 1841 года получил чин штабс-капитана и 20 декабря того же года был назначен помощником начальника отделения Военно-топографического депо. На этой должности Тютиков последовательно получил чины капитана (3 апреля 1849 года) и подполковника (23 января 1855 года), а с 2 сентября 1855 года стал начальником отделения. 3 апреля 1860 года произведён в полковники. В 1864—1865 годах Тютиков являлся ближайшим помощником генерала Стефана по составлению генеральной карты Российской империи.
28 сентября 1865 года Тютиков был назначен начальником съёмки Царства Польского, 16 апреля 1867 года произведён в генерал-майоры. В 1869 году им было закончено составление Генеральной карты Царства Польского в масштабе 500 саженей в дюйме на 474 листах (работа эта была начата еще при генерале Стиернсканце в 1860 году).
В связи с тяжёлой болезнью Тютиков 9 мая 1871 года был уволен в отставку. Скончался в Санкт-Петербурге 14 апреля 1872 года, похоронен на Волковом православном кладбище. Его фамилия выгравирована на юбилейной медали «В память пятидесятилетия Корпуса военных топографов. 1872»

## Награды
Среди прочих наград Тютиков имел ордена:
- Орден Святого Станислава 3-й степени
- Орден Святой Анны 3-й степени
- Орден Святой Анны 2-й степени (1851 год, императорская корона к этому ордену пожалована в 1853 году)
- Орден Святого Владимира 4-й степени
- Орден Святого Георгия 4-й степени (26 ноября 1854 года, за беспорочную выслугу 25 лет в офицерских чинах, № 9469 по кавалерскому списку Григоровича — Степанова)
- Орден Святого Станислава 2-й степени с императорской короной (1858 год)
- Орден Святого Владимира 3-й степени (1864 год)